# هاي باريك (مقاطعة فارياب)
هاي باريك (بالفارسية: تلمبه‌های پاریک فاریاب) هي مستوطنة تقع في كرمان في إيران. يقدر عدد سكانها بـ 185 نسمة بحسب إحصاء 2016.